# Qazvin
Qazvin (persiska قَزوین) är en stad i norra Iran. Den är administrativ huvudort för både delprovinsen Qazvin och provinsen Qazvin och har cirka 400 000 invånare.
Qazvin var huvudstad i det persiska riket på 1500-talet, i början av safaviddynastin. Shah Abbas I flyttade 1598 huvudstaden till Isfahan.

## Externa länkar

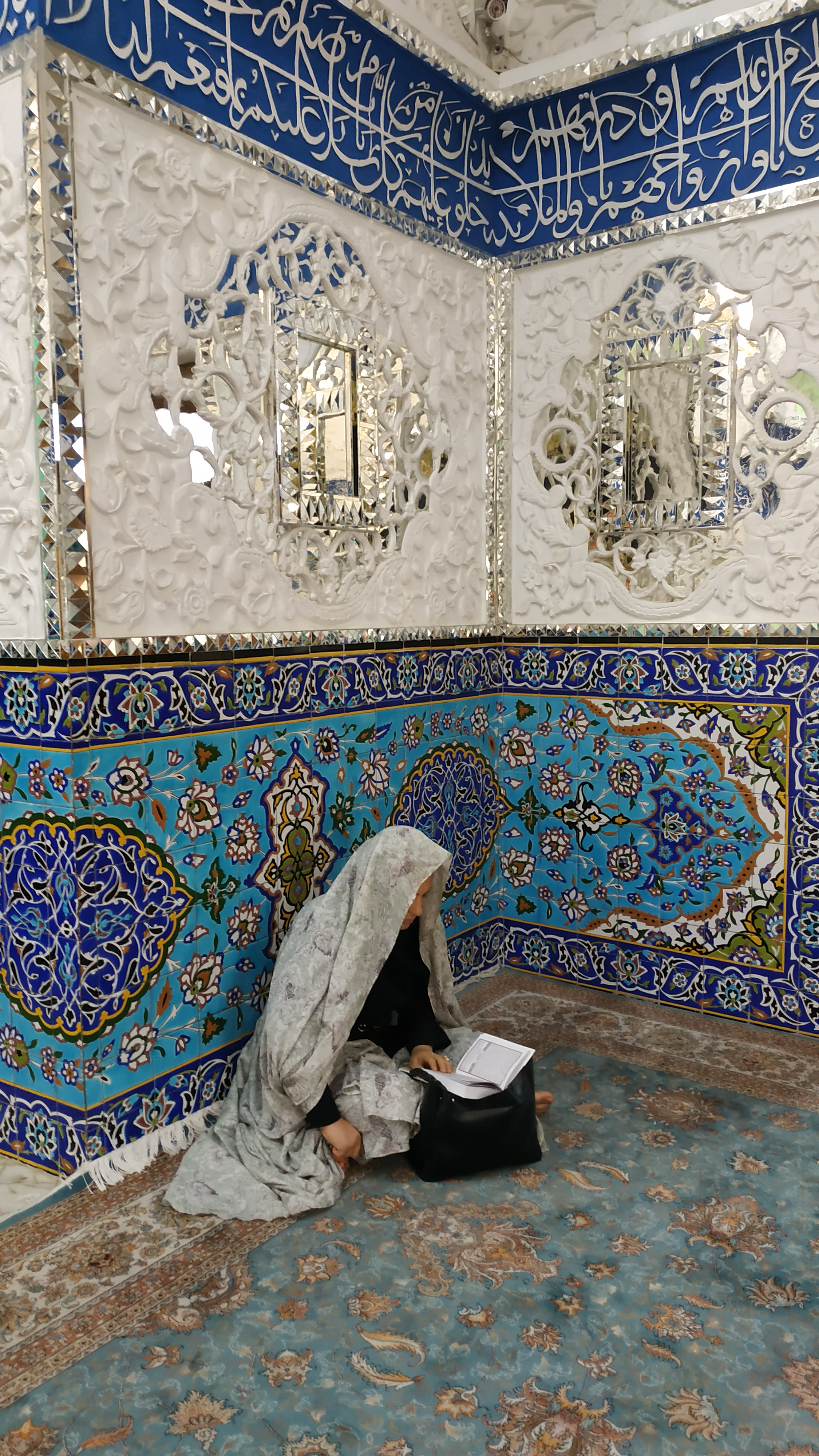
Qazvin.